# Tävelsås, Vederslöv och Kalvsviks församling
Tävelsås, Vederslöv och Kalvsviks församling är en församling i Växjö pastorat i Växjö domkyrkokontrakt i Växjö stift. Församlingen ligger i Växjö kommun i Kronobergs län.

## Administrativ historik
Församlingen har funnits med namnet Vederslövs församling under två tidsperioder.
Den första församlingen med detta namn har medeltida ursprung. Den var moderförsamling i ett pastorat med Dänningelanda församling, där från 1 maj 1935 också ingick Tävelsås församling, från 1962 även Kalvsviks församling och från 1992 Öja församling. Församlingen utökades 2002 med Dänningelanda  församling och namnändrades då till Vederslöv-Dänningelanda församling och ingick därefter till 2014 i Teleborgs pastorat. 2014 överfördes en mindre del av den sammanslagna församlingen till Växjö stads- och domkyrkoförsamling och den ingår sedan dess i Växjö pastorat.
Församlingen återfick 2015 namnet Vederslövs församling, som 2024 utökades med Tävelsås och Kalvsviks församlingar och namnändrades då till Tävelsås, Vederslöv och Kalvsviks församling.

## Kyrkor
Församlingskyrka var från 1879 gemensam med Dänningelanda församling, Vederslövs kyrka samt Vederslövs gamla kyrka. 2024 tillfördes Tävelsås kyrka och Kalvsviks kyrka